# Witbrauwspecht
De witbrauwspecht (Piculus aurulentus) is een vogel uit de familie Picidae (spechten). De vogel werd in 1821 door  Coenraad Jacob Temminck als Picus aurulentus beschreven.

## Verspreiding en leefgebied
Deze soort komt voor in zuidoostelijk Brazilië, oostelijk Paraguay en noordoostelijk Argentinië.

## Status
De grootte van de populatie is niet gekwantificeerd maar de soort wordt omschreven als niet algemeen. Verwacht wordt dat het aantal vogels behoorlijk snel daalt door habitatverlies. Op de Rode lijst van de IUCN heeft deze soort daarom de status gevoelig.